# Popovica
Popovica (mađ. Mártonszállás) je naselje u jugoistočnoj Mađarskoj.

## Zemljopisni položaj
Popovica se nalazi izvan samog grada Baje, sjeveroistočno od grada. Jugozapadno je Vancaga, a sjeverno su Čenad i Čikuzda. Daleko prema istoku-jugoistoku su Čavolj i Gornji Sveti Ivan, a prema sjeveru-sjeveroistoku je Rim.

## Upravna organizacija
Upravno pripada naselju Baji.
Poštanski broj je 6500.

## Promet
Udaljeno je od važnih prometnica. 4 kilometra zapadno je cestovna prometnica br. 51, a južno cestovna prometnica br. 55. Do Popovice vodi ulica iz Vancage (Mártonszállási utca).